# Оджагов, Расим Миркасум оглы

Мемориальная доска на стене дома в Баку, в котором жил Расим Оджагов

Расим Миркасум оглы Оджагов (азерб. Rasim Mirqasım oğlu Ocaqov; 22 ноября 1933 — 11 июля 2006) — советский, азербайджанский кинорежиссёр и оператор, Заслуженный деятель искусств Чечено-Ингушской АССР (1964 год), Народный артист Азербайджанской ССР (1982 год), Лауреат Государственной премии Азербайджанской ССР (1979) и СССР (1981).

## Биография
Расим Оджагов родился 22 ноября 1933 года в азербайджанском городе Шеки. В юности он мечтал стать геологом. Однако, появление в его родном городе съёмочной группы киностудии «Азербайджанфильм» заставило его пересмотреть выбор профессии.
В 1951—56 годах учился на операторском факультете ВГИКа.
1965 год — режиссёрский факультет Азербайджанского театрального института имени Мирзы Алиева. В 1956 году в «Азербайджанфильме» оператор-постановщик, в 1973 году режиссёр-постановщик. Заслуженный деятель искусств Чечено-Ингушской АССР (1964). В 50-годые в Азербайджане появилось новое поколение режиссёров в составе с Мухтаром Дадашовым, Тейюбом Ахундовым, Алисаттаром Атакишиевым. В эти же годы Расим Оджагов начал карьеру. Фильм «Её большое сердце» был первой свободной работой в качестве оператора. Он считался профессионалом изображения психологических сцен. Этот фильм говорит о жизни Сумгаитских металлургов. В фильме очень тонко изображены душевные страдания рабочих. Первой картиной, снятой им в качестве режиссёра, стала лента «Мститель из Гянджабасара».

## Фильмография

Барельеф Расима Оджагова в Шеки с названиями снятых им фильмов

### Операторские работы
- 1958 — Её большое сердце
- 1959 — Настоящий друг
- 1961 — Наша улица
- 1966 — Почему ты молчишь?
- 1969 — В этом южном городе
- 1970 — Ритмы Апшерона
- 1971 — Главное интервью
- 1972 — Возвращение скрипки
- 1975 — Твой первый час

### Режиссёрские работы
- 1974 — Мститель из Гянджабасара
- 1975 — Звук свирели
- 1977 — День рождения
- 1979 — Допрос
- 1981 — Перед закрытой дверью
- 1983 — Парк
- 1987 — Другая жизнь
- 1989 — Храм воздуха
- 1991 — Семь дней после убийства
- 1993 — Тахмина
- 1995 — Стамбульская история
- 1998 — Комната в отеле

## Награды
- Орден «Слава» (1998)
- Народный артист Азербайджанской ССР (1982)
- Заслуженный артист Азербайджанской ССР (1967)
- Заслуженный деятель искусств Чечено-Ингушской ССР (1964)
- Лауреат Государственной премии Азербайджанской ССР (1979, за фильм «День рождения»)
- Лауреат Государственной премии СССР (1981, за фильм «Допрос»).
- Специальная медаль Министерства культуры Азербайджана (2003)[3]
- Почётная грамота Президиума Верховного Совета Азербайджанской ССР (1976)[4]
- Персональная стипендия Президента Азербайджанской Республики (2002)[5]